# Kosa (geomorfologie)

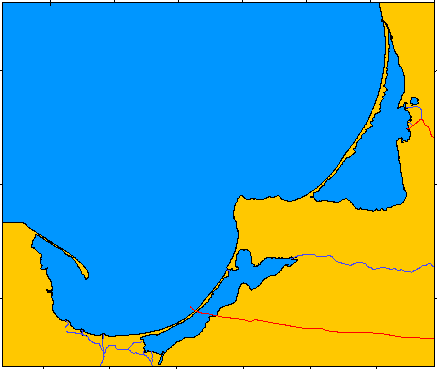
Jihovýchodní pobřeží Baltu; zleva doprava: Helská kosa, Viselská kosa a Kurská kosa s typickými limany Viselského a Kurského zálivu

Kosa je akumulační geomorfologický tvar – úzký a protáhlý písčitý výběžek pevniny do moře, připomínající siluetou pracovní nástroj kosu.
V nejjednodušší formě vznikají kosy v místech, kde se nánosy unášené vodním proudem podél břežní čáry začínají usazovat; zpravidla tam, kde se pobřeží náhle stáčí do vnitrozemí a proud obíhá mys. V takovém případě rychlost proudu, a tím i schopnost unášet písek klesá a vzniká kosa. Pokud je kosa značně protáhlá a druhým koncem se přibližuje či dotýká pobřeží, vzniká za ní takzvaný liman – zátoka či jezero téměř nebo zcela odříznuté od moře.
Nachází-li se těsně před pobřežím ostrov či skalisko, může i v jeho stínu podobným způsobem docházet k akumulaci nánosů, které propojí ostrov s pevninou. Takto vzniklá šíje, spojující ostrov s pevninou, se nazývá tombolo.
Charakteristické výskytem kos je v Evropě jižní a jihovýchodní pobřeží Baltského moře (Helská, Viselská a Kurská kosa), severozápadní pobřeží Černého moře (Tendrovská kosa) a moře Azovské (Arabatská kosa).
V Japonsku je známá kosa Amanohašidate, která patří mezi tři slavné japonské scenérie.